# Jorge Reinel
Jorge Reinel  (Lisboa, ca. 1502 – després de 1572) va ser un cartògraf portuguès, fill de Pedro Reinel, de qui va heretar la seva professió. Va destacar per la confecció de precisos mapes universals. Ensenyà la seva tècnica a nombrosos alumnes, entre els quals es va destacar Diego Ribero.
Els mapes de Reinel van ser usats per donar força als injustificats reclams de la Corona de Castella sobre les illes Moluques, riques en espècies exòtiques. Reinel va produir també diversos mapes de la costa oest d'Àfrica, de l'Atlàntic Nord i de l'Atlàntic Sud.